# Yoshitane Fujimori
Yoshitane Fujimori (Mirandópolis, 19 de maio de 1944 – São Paulo, 5 de dezembro de 1970) foi um técnico em eletrônica e guerrilheiro brasileiro durante a ditadura militar instalada no país em 1964. Fujimori integrou a Vanguarda Popular Revolucionária (VPR) e participou de diversas ações de guerrilha urbana, inclusive ao lado de guerrilheiros proeminentes como Carlos Lamarca.
O guerrilheiro foi morto em 5 de dezembro de 1970 pelas forças de segurança de São Paulo e seu corpo foi enterrado como indigente no Cemitério de Vila Formosa. Sua morte é investigada pela Comissão Nacional da Verdade, que apura mortes e desaparecimentos na ditadura militar brasileira.

## Biografia
Yoshitane Fujimori nasceu em Mirandópolis no dia 19 de maio de 1944. Filho de Tadakazu Fujimori e Harue Fujimori, ele trabalhava como técnico eletrônico, além de ser filiado à Vanguarda Popular Revolucionária (VPR). Participou de diversas ações de guerrilha urbana entre 1968 e 1970 e foi um dos mais ativos combatentes do período. Fujimori tinha estreita ligação com Carlos Lamarca, considerado o maior inimigo do ditadura militar instalada no país em 1964. Para não ser identificado pelos órgãos de segurança do regime, Fujimori usava codinomes como "Edgar" e "Japonês".
Em  7 de novembro de 1968, Fujimori assassinou, com três tiros, o empreiteiro de obras Estanislau Ignácio Correa durante um roubo da VPR para roubar o carro do empresário. Ignácio Correa, embora desarmado, reagiu, pois levava uma pasta contendo dinheiro para o pagamento dos seus operários; ao se deparar com a reação, Fujimori disparou. O  corpo de Estanislau foi retirado do veículo e o carro foi levado pelos militantes da VPR. Pouco depois, o motor "apagou" e o carro foi abandonado. A pasta que continha o dinheiro ficou no banco de trás.:218
Fujimori foi um dos militantes que acompanharam Carlos Lamarca na quebra do cerco a uma área de treinamento da VPR, no Vale do Ribeira, em São Paulo. Em 17 de abril, o Centro de Informações do Exército (CIE) comunicou ao II Exército a existência do campo de treinamento de guerrilha da VPR na região. Fugindo após saber do perigo iminente, o grupo de militantes, ao chegar às proximidades do rio Ribeira de Iguape, foi surpreendido por um pelotão com 38 soldados. Na ocasião, os guerrilheiros conseguiram capturar o tenente Alberto Mendes Júnior. Após longo período andando junto de Lamarca e do resto do grupo em mata fechada e se alimentando de abacaxis e bananas, foi decidido pelos militantes que a morte do militar, que poderia levá-los a uma emboscada e os estava atrasando, seria a melhor decisão. Foi Fujimori quem matou, a coronhadas de fuzil FN FAL, o tenente da Força Pública (hoje, Polícia Militar do Estado de São Paulo) Alberto Mendes Júnior.
O guerrilheiro também comandou o segundo assalto realizado pela VPR ao Banco do Estado de São Paulo, na rua Iguatemi, em 1968.:222

## Morte
No dia 5 de dezembro de 1970, Fujimori passava pela Praça Santa Rita de Cássia, no Bosque da Saúde, na cidade de São Paulo, junto com outro guerrilheiro, Edson Quaresma, quando foram reconhecidos por uma patrulha do DOI-CODI do II Exército, que começou a persegui-los. Os agentes metralharam o automóvel ferindo ambos os guerrilheiros. Edson correu para um rua lateral onde foi alcançado e morto. Yoshitane foi muito ferido e, segundo os policiais Dirceu Gravina e 'Oberdan', chegou vivo ao DOI-CODI. Depois, apareceu morto. O agente da repressão que estava envolvido em sua morte era Alcides Cintra Bueno Filho. Já os legistas que atestaram o laudo médico foram Armando Canger Rodrigues e Harry Shibata.
A solicitação da necrópsia de Fujimori, feita por Alcides Cintra Bueno Filho diz que o corpo deveria ser fotografado de frente e perfil. Nunca foram encontradas as fotos requisitadas do cadáver. O corpo deu entrada no Instituto Médico Legal (IML) quatro horas após a provável hora da morte. Foram encontradas cinco balas no corpo de Fujimori. O laudo registra que uma delas atingiu as costas e as outras quatro foram disparadas na cabeça — uma na região auricular direita. Na opinião da relatora, é improvável que, durante um tiroteio, uma pessoa seja atingida por quatro tiros na cabeça, pois dificilmente o atirador conseguiria acertar quase todos os tiros no mesmo lugar.
Segundo agentes do DOI-CODI, um motorista teria testemunhado a morte e lhes contou que os agentes policiais do DOPS/SP interceptaram o carro onde estava o militante, e em seguida começaram a metralhar o veículo do militante. Mesmo conseguindo fugir dos disparos de imediato, Fujimori tombou morto no meio da Praça Santa Rita de Cássia.
Emílio Ivo Ulrich, um dos perseguidos durante a ditadura militar, foi preso e torturado por quinze dias pelo DOI-CODI para revelar o paradeiro de Fujimori. Em depoimento, o ex-guerrilheiro conta que na noite em que Fujimori foi morto, houve uma festa na corporação e ele foi obrigado a limpar a sujeira do pátio. Ulrich puxou assunto com o carcereiro que o estava supervisionando e questionou "Foi por causa do Fujimori?" e o carcereiro respondeu "É. Acabamos com ele".
Fujimori e Quaresma foram sepultados como indigentes no Cemitério da Vila Formosa. No arquivo do DOPS do Rio de Janeiro de 27 de maio de 1971, que informa sobre a morte dos guerrilheiros, cita-se os nomes falsos de ambos — Akira Kojima e Celso Silva Alves, respectivamente — e informa-se que "cinco terroristas" presos identificaram os mortos. Os cincos reconhecerem Fujimori no cadáver de Kojima, mas não souberam dizer quem era o segundo, que foi enterrado com nome falso.

## Investigação póstuma
Os documentos relativos à autópsia de Fujimori foram enviados pela Comissão Especial sobre Mortos e Desaparecidos Políticos para ser feito um laudo do perito Celso Nenevê. Foi ele quem produziu a prova mais importante utilizada pela relatora. Analisando o trajeto dos disparos, o perito chegou à conclusão de que, das quatro balas que atingiram o rosto de Fujimori, três delas penetraram na face direita e foram disparadas com o corpo de Fujimori caído, deitado, virado de bruços. A CEMDP, por maioria dos votos, considerou que Edson Quaresma e Yoshitane Fujimori foram executados sob a guarda dos militares. Assim, a ditadura militar foi considerada culpada de executar arbitrariamente um cidadão que, no momento da execução, já havia sido detido e de ocultar o cadáver de Fujimori após sua morte.